# ماكس إيفانز (لاعب اتحاد الرغبي)
ماكس إيفانز (بالإنجليزية: Max Evans)‏ هو لاعب اتحاد الرغبي بريطاني، ولد في 12 سبتمبر 1983 في توركاي في المملكة المتحدة.

## وصلات خارجية
- ماكس إيفانز عل موقع إسبنسكروم (الإنجليزية)
- ماكس إيفانز على موقع ItsRugby.co.uk (الإنجليزية)